# 4819 Gifford
4819 Gifford је астероид главног астероидног појаса са средњом удаљеношћу од Сунца која износи 2,202 астрономских јединица (АЈ).
Апсолутна магнитуда астероида је 14,3.